# باولو فينيسيوس (لاعب كرة قدم)
باولو فينيسيوس هو لاعب كرة قدم برازيلي في مركز الدفاع، ولد في 21 فبراير 1990 في ساو باولو في البرازيل. لعب مع ريفر بليت ونادي مول فيهيرفار.

## وصلات خارجية
- باولو فينيسيوس (لاعب كرة قدم) على موقع الاتحاد الأوربي (الإنجليزية)
- باولو فينيسيوس (لاعب كرة قدم) على موقع قاعدة بيانات كرة القدم.إي يو (الإنجليزية)
- باولو فينيسيوس (لاعب كرة قدم) على موقع ناشيونال فوتبول تيمز (الإنجليزية)
- باولو فينيسيوس (لاعب كرة قدم) على موقع Soccerway.com (الإنجليزية)
- باولو فينيسيوس (لاعب كرة قدم) على موقع عالم كرة القدم.نت (الإنجليزية)
- باولو فينيسيوس (لاعب كرة قدم) على موقع AS.com (الإسبانية)